# Parapotamophilus gressitti
Parapotamophilus gressitti is een keversoort uit de familie beekkevers (Elmidae). De wetenschappelijke naam van de soort werd in 1981 gepubliceerd door Brown.